# オール・エリート・レスリング
オール・エリート・レスリング（英: All Elite Wrestling、略称：AEW）は、アメリカ合衆国のプロレス団体。

## 特徴
全米トップであるWWEとは逆の路線、つまり契約で縛らずトップダウンで方針を無理強いすることのない選手によるオープンソースなリングを唱えている。副社長のケニー・オメガは方針として「すべてのプロモーションに対してオープンな場所を提供」、「みんなでベストなものを作る」ことを挙げている。そのため、所属選手が他団体に参戦することがあり、他団体でAEW王座のタイトルマッチを行うこともある。
ロスターを強化するためにプロレス業界の標準を大幅に上回る給与を提示していると報じられており、トップクラスの人材を求めてWWEと直接競り合うことも多い。

## 歴史

### 設立の背景（2017～2019年）
2017年5月、プロレスジャーナリストのデイブ・メルツァーがROHはレスリングイベントで1万枚のチケットを販売することができなかったとコメント。これはWWEを除くアメリカにあるプロレス団体もWCWが1999年に達成して以来、達成したことのない偉業だった。このコメントに対してROHと契約していたコーディ・ローデス、マット・ジャクソン、ニック・ジャクソンが反応。彼らは「The Elite」のメンバーであった。
2018年9月、コーディ、マット、ニックがROHと他団体の選手をフィーチャーした独立系プロレスイベント「ALL IN」を開催。チケットは30分で完売、シアーズ・センター・アリーナに11,263人を動員する。1993年以降にWWEやWCWと提携していないプロモーターが開催したアメリカのプロレスショーとしては最多の観客動員数となった。
「ALL IN」は絶賛されてコーディ、マット、ニックが野望を広げて独自のプロレス団体を設立するか、2度目の「ALL IN」を開催するのではないかとインターネット上で憶測が飛び交った。

### 2019年
2019年1月1日、純資産68億米ドルと言われ、NFL「ジャクソンビル・ジャガーズ」とプレミアリーグ「フラムFC」のオーナーとしても知られるシャヒド・カーンとトニー・カーンの親子がコーディ、マット、ニックの協力を得て設立。また、YouTubeシリーズ「Being the Elite」でコーディ、ケニー・オメガ、マット、ニックが設立及び旗揚げ戦「Double or Nothing」の開催を発表。
1月8日、記者会見を行ってコーディ、マット、ニックの副社長就任、クリス・ジェリコ、クリストファー・ダニエルズ、フランキー・カザリアン、ジャック・エバンス、スコーピオ・スカイ、PAC、トレント・バレッタ、アダム・ペイジらの参戦、中国のOWEとの業務提携を発表。
2月7日、記者会見を行ってケニーの副社長就任、アジャコング、坂崎ユカらの参戦、メキシコのAAAとの業務提携を発表。
2月13日、旗揚げ戦「Double or Nothing」のチケットが発売からわずか4分で完売。
5月8日、かつて「WCWマンデー・ナイトロ」を放送していたTNTでのテレビ放送が決定。5月15日、ワーナーメディアとの契約を発表。
5月25日、MGMグランド・ガーデン・アリーナで旗揚げ戦「Double or Nothing」を開催。観衆は1万5000人の超満員。メインのクリス・ジェリコ対ケニー・オメガの終了後に、WWEから退団した直後のジョン・モクスリーがサプライズデビュー。AEWはモクスリーと複数年契約を結んだと発表。また、ブレット・ハートが登場してAEW世界王座の創設を発表。
8月31日、シカゴで実質2回目のPPV「All Out」を開催。メインイベントではジェリコ対ペイジによる初代AEW世界王座決定戦が行われてジェリコが初代王者となった。10月2日、TNTでウィークリーショー「AEW Dynamite」の放送を開始。エピソード1では、メインにジェイク・ヘイガーがサプライズ登場。ELITEを襲いジェリコを救出した。
Dynamite初回放送の視聴者数は140万人。この数字は過去5年のTNTの新番組で最多の視聴者であった。同時間帯のNXTは89万人でありAEWの完勝となった。同時に「AEW DARK」というダークマッチをYoutube公式チャンネルで発信開始。DARKの立ち位置としては、Dynamiteはテレビ放映が前提ではあるが、客を呼んでの興行となるので、興行として2時間ではなく3時間ないと客を満足させられないという考えの元、興行としては3時間、テレビ放送としては2時間というスタンスだった。そのテレビ放送されない1時間をYouTubeで配信するという試み。しかし、YouTubeのAEW DARKの再生回数は軒並み20万PVを超え、これがTNTの目に留まり、Dynamiteの4年間の契約延長と、追加で一時間の放送枠（後のRampage）を勝ち取ることとなる。
11月9日にはPPV「Full Gear」を開催。ダブルメインイベントの1試合目はコーディとジェリコのAEW世界王者戦が行われジェリコが勝利。メインイベントでは、非公認のライツ・アウト・マッチでジョン・モクスリーがケニー・オメガを破った。

### 2020年
2020年1月15日、ワーナーメディアとAEWは、TNTとの契約を2023年まで1億7500万ドルで延長し、AEWが2つ目のテレビ番組を開始することを発表した。この番組は後にAEWランペイジと名付けられる。
2020年2月、PPV「Revolution」の開催を発表。チケットはわずか30分で完売。2月29日、シカゴでPPV「Revolution」を開催。メインイベントではAEW世界王者のジェリコにランキング1位のモクスリーが挑み、新王者に輝き大会を締めた。
3月17日のDynamiteより、新型コロナウイルス感染拡大の影響により無観客で行われた。開催場所も当初予定されていたニュージャージー州がロックダウンに基づきイベント開催が禁止されたため、プロレス番組収録の規制が緩かったジャクソンビルのTIAAバンク・フィールド内のデイリーズ・プレイスで開催。その日はダークオーダーのリーダーとしてブロディ・リーが登場し、さらに番組終盤にはマット・ハーディーも登場する大会となった。以降、ツアーが再開されるまで、デイリーズプレイスにて収録を行う。それ以来デイリーズプレイスが本拠地のような扱いになり、デイリーズプレイスにて収録する際にはhome comingと銘打つ。そして、コロナ禍が猛威を振るう中、AEWは、48時間で2か月分の撮影を行い、一気に撮り貯めをする。しかしながらアメリカから入出国が出来なくなった影響でロースターにも多大な影響が及んだ。また、このコロナ禍によってDARKの立ち位置が変化した。無観客によって苦しんでいるのはロースターだけではないと、試合（収入源）がなくなってしまった地元インディのレスラーの救済も兼ね、ロースター対地元レスラーのマッチメイクを増やし、その試合をDARKにて配信。試合数を大幅に増やし、5試合程だったDARKは13試合程を配信することとなる。また、そのインディー出身選手の中から、有望な選手をいくつも発掘し、中にはAEWと契約する選手も現れた。
5月23日には、コロナ禍で初めてPPV「Double or Nothing」を開催。ミッドカードタイトルTNT王者を創設。トーナメントの決勝では、コーディと3月にAEW入りしたランス・アーチャーが対戦。立会人にはマイク・タイソンが登場した。Codyが初代TNT王者となった。メインではスタジアムスタンピードマッチとして、ELITEとインナーサークルが対戦した。8月には、「ALL OUT」を開催。ジェリコvsキャシディやAEW王者戦でモクスリーvsMJFなどが行われた。AEWタッグ王者戦には、WWEを退団し、かねてよりAEW入りが噂されていたダックス・ハーウッドとキャッシュ・ウィーラーのFTRがケニー・オメガとアダム・ペイジの王者組を下し新王者に輝いた。10月から11月、AEW世界王座次期挑戦者決定トーナメントを開催、ケニー・オメガが優勝。
12月2日、「AEW Winter Is Coming」に、スティングが登場。放送後フルタイムでの複数年契約を結んだことが発表された。さらにメインのAEW王者戦でケニー・オメガが勝利し新王者になると試合後にケニー・オメガのインパクト・レスリング登場を発表。その後、毎週火曜日のインパクト・レスリングでは、AEW社長トニー・カーンが登場し、Dynamiteの宣伝を行なっている。さらにケニー・オメガは元BULLET CLUBでインパクト・レスリング所属のカール・アンダーソン、ドク・ギャローズとタッグを組み、インパクト・レスリングのPPVに登場している。
12月26日、第2代TNT王者のブロディ・リーが急逝。コーディにベルトを託した直後であった。結果として登場以来ブロディ・リーが満員の観客の大声援を浴びながら試合することは出来なかった。そして3日後の年内最後のDynamiteにてブロディ・リー追悼興行を開催。最後に家族をリングに招いてレスリングブーツを置きアメリカ国旗をかけて10カウントゴングが鳴らされた。
なお、2代目TNT王座ベルトはその家族に贈呈され、彼の息子はダークオーダーのマイナス1（ネガティブ1）として度々登場することとなる。コロナウイルス流行の中で毎週フルで回せた2020年は結果として微黒字で計上し、給料も満額出たという。コロナ禍において、テレビ放映権と観客動員が経営の屋台骨であるAEWにとって、自信に繋がった一年であった。

### 2021年
2021年1月、WWEを退団したポール・ワイトと契約。ポールをコメンテーターに据えた「AEW DARK」の派生番組「DARK elevation」をYouTube限定配信で開始。DARKとの差別化が目下の課題となっている。7月、入場制限を撤廃した。DARKはコロナ禍前後で相の子のような形態となる。7月14日のDynamiteでは、FTW王座がブライアン・ケイジからリッキー・スタークスに移動した。元々FTW王座はタズが現役時代に個人の抗争のためだけに作られたベルトであり、最終的にはタズ自らが封印したが、Dynamite内で勝手にベルトを持ち出してきて解禁を宣言、そして勝手にブライアン・ケイジにベルトを授与した。AEW公式としてはFTWベルト復活も王座も認めておらず、今も認めている訳ではない。ブライアン・ケイジも勝ち取って得たタイトルではなく、FTW王座の威厳が無い状態で起きた王座の移動であった。
8月13日、新たなテレビ番組「AEW Rampage」が放送を開始。初回放送でインパクト世界王座のベルトがケニー・オメガからクリスチャン・ケイジに移動するという波乱も起きる。Rampage2回目の放送ではFirst Danceと銘打ち、CMパンクが2014年にWWEを離れた後、初めてプロレス界に復帰。伝説的なカリスマの登場に地鳴りのような声援が鳴り響き、涙を流すファンもいた。
9月5日、AEWは3度目となるALL OUTを開催。新日本プロレスの小島聡が登場し、ジョン・モクスリーと戦った。その試合後、今度は鈴木みのるが喧嘩を売りに登場。アメリカで1万4千人が風になれを大合唱した。AEWタッグ王座戦はマット・ジャクソン&ニック・ジャクソン対ペンタ・エル・セロ・ミエド&レイ・フェニックスによる熾烈なケージマッチとなった。このケージマッチが過去最高のケージマッチとして称された。女子カジノバトルロワイヤルではWWEを解雇されたルビー・ソーホーが登場、そのまま勝利を収めた。CMパンクが7年ぶりの復帰戦をダービー・アリンを相手に行い、勝利を飾る。メインではクリスチャン・ケイジがケニー・オメガのAEW王者に挑むも敗戦。試合後試合後WWEを退団して間もないアダム・コールが電撃登場。THE ELITEに加勢。再合流を果たす。ケニー・オメガがPPVを締めようとしたその時、ブライアン・ダニエルソンが登場し終幕する。
12月29日、TNTで「AEW Dynamite」の放送が終了。

### 2022年
2022年1月5日、TBSで「AEW Dynamite」の放送を開始。
コーディはサミー・ゲバラの持つTNT王座を奪取した次の週、契約更新のその日にコロナ濃厚接触者認定により自宅療養、結果的に更新できず一時的にフリーの状態になる。TNT王座は一旦またサミーの元に戻るセグメントが行われ、サミーが"暫定"TNT王座というよく分からないポジションに。コーディもベルトを掲げだし、TNT王座ベルトが2本になるという謎の状態になる。サミーとの"真"TNT王座を争い、サミーが勝利、サミーの手元には2本のベルトが巻かれることとなる。
2月9日のDynamiteにて、新日本プロレスのジェイ・ホワイトが登場。さらにWWEを3ヶ月前に解雇されたキース・リー、さらには元NXTのA.Q.Aも登場した。
2月15日、副社長のコーディが契約更改は行わずに、妻のブランディ・ローデスと共に退団。後にWWEに移籍する。
3月3日、AEWが誕生するまでは全米第3のプロレス団体とされていたROHの買収を発表。
5月29日に開催のDouble or Nothingの前売り初日で興行収入100万ドルを突破。同興行では男女別のトーナメントであるオーエンハート杯の決勝が行われ、アダム・コールとブリット・ベイカーが、それぞれ優勝して初代王者になる。しかし、オーエンハート王座は後に自然消滅した。さらに、ROH買収後は番組内でROHのタイトル戦も行われ、タイトル戦の乱発が発生する。さらにAEWオールアトランティック王座がさらに新設された。そんな中、ROHのPPVDeath before Dishonorにて、全てのベルトがAEW所属選手に移動完了となった。しかし納得がいかない選手が退団するなど、内乱が起きた。
6月25日、新日本プロレスとの共同開催となるPPV、Forbidden Doorをシカゴで開催。このPPVは日本では新日本プロレスワールドのみの販売で4980円とプロレスのPPVとしては高い金額での販売となった。しかし、CMパンク、ダニエルソン、オメガらが負傷欠場し、アンドラデ・エル・イドロも欠場。果てには2ヶ月前に契約したジェフ・ハーディーが逮捕され、新日本も飯伏幸太、石井智宏、高橋ヒロム、内藤哲也などの多くの選手が軒並み欠場となった。大会ではIWGPタッグ王座がAEWのFTRが奪取するという波乱が起きる。また、AEWオールアトランティック王座の初代王者決定戦が行われ、PACが戴冠。大会中にサプライズで、柴田勝頼、クラウディオ・カスタニョーリが登場。クラウディオは、そのままAEWと契約に至った。結果、興行収入はAEW史上2位の売上となり、興行としては大成功で幕を閉じる。
7月28日のDynamiteにて、AEWトリオ王座の新設を発表。シングルのベルトが乱立する中でようやくの創設となった。
9月4日のPPV「All Out」ではAEWトリオ王座決定戦にて、オメガ、マット、ニックが初代王者に輝き、メインイベントではジョン・モクスリー対CMパンクのAEW世界選手権試合が行われ、CMパンクが戴冠。CMパンクは、PPV後のメディアスクラムを利用して、コルト・カバナ、アダム・ペイジ、AEW副社長のケニー・オメガとヤングバックスを含む複数のメンバーに対して痛烈に批判。会見後に怒ったヤング・バックスとオメガがCMパンクの部屋に行ったところ、大喧嘩に発展。暴力沙汰により警察も介入する事態となり、オメガ、マット、ニック、CMパンクが、その日獲得したばかりの王座の剥奪となった。

### 2023年
2023年3月、ファン待望のハウスショー「AEW House rule」が始動。6月11日、新たなテレビ番組「AEW COLLISION」が放送を開始。これに伴い、AEW DARKとAEW DARKelevationが廃止となる。緩いブランド分けのような形ではなく、AEWの選手はどちらにも出場可能という選択肢がある一方で、COLLISIONには謹慎中だったCMパンクを中心人物として挙げられたことで、実質CMパンクも揉めている選手をCOLLISIONには出さないという選択をした。結果としてCMパンク擁護派と、CMパンクといざこざのない選手の他、別件でバックステージで揉め事を抱えている選手などが集められることになる。
8月27日、「AEW ALL IN London」をウェンブリー・スタジアムにて開催。同会場でのプロレス開催は31年ぶりであった。また、有料入場者数は81,035名を記録し、プロレス史上最多有料入場者記録を樹立したと発表した。
日本人の出場者として、竹下幸之介、飯伏幸太、志田光が出場。志田光は日本人として初めて王者としてウェンブリーに立ち、イギリス出身のサラヤにベルトを取られるという見事な立ち回りを果たした。
このイベントはCMパンクのAEWラストマッチとしても有名で、CMパンクがジャック・ペリーと舞台裏で乱闘事件を起こし、カーン含む複数のスタッフに向かってモニターが倒れるなど命の危険を感じさせたとして、AEW懲戒委員会によって解雇された。ジャック・ペリーは無期限謹慎処分という事態に見舞われる。その1週間後のALL OUTで決まっていたCMパンク対リッキー・スタークスの試合がお蔵入り。代替として骨折中のブライアン・ダニエルソンがリッキーとの試合をすることになった。CMパンクの王座抗争が立ち消えになるのは3度で、良くも悪くも最初から最後までバックステージの話題の中心であった。
また、この時期にジェイド・カーギルが退団している。

### 2024年
2024年3月7日、新日本プロレスに所属していたオカダ・カズチカとの契約を発表した。『Dynamite:Big Business』でメルセデス・モネがデビューした。
4月には経済誌「フォーブス」で格闘技プロモーションの企業価値世界ランキングで1位のUFC、2位のWWEに次ぐ3位にランク付けされた。8月25日、ウェンブリー・スタジアムで『AEW ALL IN』を開催。
10月2日、AEWとワーナー・ブラザース・ディスカバリーは複数年の契約延長を発表。この契約では、TBSとTNTでのAEWの既存番組は維持されるが、米国でのWBDのストリーミングプラットフォームMAXのデジタル権利が追加される。来年1月からAEWのテレビ番組はMaxで同時放送される。来年後半にはPPVもMAXで購入及びストリーミングできるようになる。
12月1日、団体設立当初から活躍していたペンタ・エル・セロ・ミエドが契約満了により退団した。

### 2025年
2025年2月11日、長らく出番のなかったミロ、 リッキー・スタークス、そして家庭内暴力により逮捕されたボールダーが解雇された。同時に マラカイ・ブラックも契約満了により退団した。
2月15日、オーストラリア・ブリスベンで初の興行となる「GrandSlam Australia」を開催した。
4月16日、「AEW Dynamite」は289回目の放送となり、『WCWマンデー・ナイトロ』を抜いて、ターナースポーツのプライムタイムで最も長く放送されているプロレス番組となった。

## 日本との関係
設立時の主要メンバーが新日本プロレスの常連来日選手だったこともあり、日本との関係は深く特にケニー・オメガの古巣である新日本とDDTプロレスリングと関係が深い。ただし、方針として「すべてのプロモーションに対してオープンな場所を提供」するという考えから特定の団体とは業務提携は結んでいない。主な日本人の参戦経験者は、T-Hawk、エル・リンダマン、永田裕志、小島聡、鈴木みのる、成田蓮、KENTA、石井智宏、竹下幸之介、グレート-O-カーン、アジャコング、中島翔子、水波綾、伊藤麻希、新納刃、飯伏幸太、柴田勝頼などがいる。
2020年、日本のゲーム開発会社であるユークスが同団体を題材とした家庭用ゲームの開発を発表している。
2019年6月、ジェリコがオカダ・カズチカの保持するIWGPヘビー級王座に挑戦した他、11月には、ケニーと里歩がDDTのさいたまスーパーアリーナ大会に参戦した。また、モクスリーが2020年1月にIWGP USヘビー級王座を戴冠して以降AEWの大会で王座戦が何度か行われており、2021年7月21日にはアーチャーがモクスリーを破り王座を戴冠した。
2021年2月、AEW世界女子王座挑戦者決定トーナメントが行われ、坂崎ユカ、駿河メイ、VENY、さくらえみ、伊藤麻希、水波綾 、門倉凛、アジャコングの8選手が出場。水波が優勝を果たした。3月にはオメガとモクスリーのAEW世界選手権試合を大仁田厚が開発した電流爆破デスマッチ形式で実施。一時は大仁田が立会人を務める事となっていたが、新型コロナウイルス感染拡大の影響で渡米を断念し、VTR出演となった。なお試合は現地の会社のノウハウ不足で最後の爆破が失敗に終わり、それ以降は電流爆破戦は行われていない。
2022年3月20日、オメガの古巣であるDDT所属選手のAEW参戦ならびにDDTの運営会社cyber fightが運営する有料動画配信サービスWRESTLE UNIVERSEでのDDT所属選手の試合配信が決まった。また、DDTとの二重契約で中澤マイケルが在籍している。4月からは第一弾として竹下幸之介がAEWに長期遠征が決まり、AEWでは敗れはしたもののアダム・ペイジやジョン・モクスリーとのシングル戦も実現するなど、現地では高い評価を受けている。4月、新日本プロレスワールドにて、日本国内でのAEWのテレビ番組の配信が日本語実況ありで開始する。6月26日、シカゴにて新日本プロレスと合同興行「AEW x NJPW: FORBIDDEN DOOR」を開催し、各種IWGP王座戦及び対抗戦を行った。9月15日から9月18日に開催された東京ゲームショウ2022に出展した、THQ Nordicのブース内に特設リングを設置し、事実上日本で初めて試合を行う。クリストファー・ダニエルズと中澤マイケルが常連日本人選手たちを相手に試合を行った。なお、出場停止中だったケニー・オメガも来日し、別の会社のイベントに参加した。9月24日、来年1月に引退を控えた、プロレスリング・ノアのグレート・ムタが突如登場し、劣勢のスティングを救出。後に2023年1月22日に横浜アリーナにて開催されるムタの引退試合にスティングが出場することが発表された。11月、竹下幸之介が中澤に続きDDTとの二重契約を発表。

## 主な歴代興行
All In、All Out、Double or Nothing、Full Gear、Revolutionに加え、新日本プロレスとの合同興行AEW x NJPW: FORBIDDEN DOORが6大PPVと見なされている。

### 2019
| 大会名               | 日時          | 都市                         | 会場                            | 主要対戦カード |
| -------------------- | ------------- | ---------------------------- | ------------------------------- | --- |
| Double or Nothing    | 2019年5月25日 | ネバダ州ラスベガス           | MGMグランド・ガーデン・アリーナ | クリス・ジェリコ vs. ケニー・オメガ                                                                                 |
| Fyter Fest           | 2019年6月29日 | フロリダ州デイトナビーチ     | オーシャン・センター            | ジョン・モクスリー vs. ジョーイ・ジャネーラ（非公認マッチ）                                                         |
| Fight for the Fallen | 2019年7月13日 | フロリダ州ジャクソンビル     | デイリーズ・プレイス            | ヤング・バックス vs. コーディ･ローデス & ダスティン・ローデス                                                       |
| All Out              | 2019年8月31日 | イリノイ州ホフマンエステーツ | シアーズ・センター・アリーナ    | クリス・ジェリコ vs. アダム・ペイジ（初代AEW世界王座決定戦）                                                        |
| Full Gear            | 2019年11月9日 | メリーランド州ボルチモア     | ロイヤル・ファームズ・アリーナ  | クリス・ジェリコ（c） vs. コーディ・ローデス（AEW世界選手権） ジョン・モクスリー vs. ケニー・オメガ（非公認マッチ） |

### 2020
| 大会名            | 日時          | 都市                     | 会場                      | 主要対戦カード |
| ----------------- | ------------- | ------------------------ | ------------------------- | --- |
| Revolution        | 2020年2月29日 | イリノイ州シカゴ         | ウィントラスト・ アリーナ | クリス・ジェリコ（c） vs. ジョン・モクスリー（AEW世界選手権）                                                                |
| Double or Nothing | 2020年5月23日 | フロリダ州ジャクソンビル | デイリーズ・プレイス      | ジョン・モクスリー（c）vs. ブロディ・リー（AEW世界選手権） インナーサークル vs. ジ・エリート（スタジアムスタンピードマッチ） |
| All Out           | 2020年9月5日  | フロリダ州ジャクソンビル | デイリーズ・プレイス      | ジョン・モクスリー（c） vs. MJF（AEW世界選手権）                                                                             |
| Full Gear         | 2020年11月7日 | フロリダ州ジャクソンビル | デイリーズ・プレイス      | ジョン・モクスリー（c）vs. エディ・キングストン（AEW世界選手権アイクイットマッチ）                                           |

### 2021
| 大会名            | 日時           | 都市                     | 会場                 | 主要対戦カード |
| ----------------- | -------------- | ------------------------ | -------------------- | --- |
| Revolution        | 2021年3月7日   | フロリダ州ジャクソンビル | デイリーズ・プレイス | ケニー・オメガ（c） vs. ジョン・モクスリー（AEW世界選手権有刺鉄線電流爆破デスマッチ） |
| Double or Nothing | 2021年5月30日  | フロリダ州ジャクソンビル | デイリーズ・プレイス | ケニー・オメガ（c） vs. PAC vs. オレンジ・キャシディ（AEW世界選手権3WAYマッチ） ザ・ピナクル vs. インナーサークル（スタジアムスタンピードマッチ）                                                          |
| All Out           | 2021年9月5日   | イリノイ州シカゴ         | ナウ・アリーナ       | ケニー・オメガ（c） vs. クリスチャン・ケイジ（AEW世界選手権） ヤング・バックス（c） vs. ペンタ・セロ・ミエド & レイ・フェニックス（AEW世界タッグ選手権スチールケージマッチ） CMパンク vs. ダービー・アリン |
| Full Gear         | 2021年11月13日 | ミネソタ州ミネアポリス   | ターゲット・センター | ケニー・オメガ（c） vs. アダム・ペイジ（AEW世界選手権） |

### 2022
| 大会名                     | 日時           | 都市                           | 会場                                     | 主要対戦カード |
| -------------------------- | -------------- | ------------------------------ | ---------------------------------------- | --- |
| Revolution                 | 2022年3月6日   | フロリダ州オーランド           | アディション・ファイナンシャル・アリーナ | アダム・ペイジ（c） vs. アダム・コール（AEW世界選手権） ブライアン・ダニエルソン vs. ジョン・モクスリー                                                                           |
| Double or Nothing          | 2022年5月29日  | ネバダ州ラスベガス             | T-モバイル・アリーナ                     | アダム・ペイジ（c） vs. CMパンク（AEW世界選手権） |
| AEW x NJPW: FORBIDDEN DOOR | 2022年6月26日  | イリノイ州シカゴ               | ユナイテッド・センター                   | ジョン・モクスリー vs. 棚橋弘至（AEW世界暫定王座決定戦） ジェイ・ホワイト（c） vs. オカダ・カズチカ vs. アダム・コール vs. ハングマン・ペイジ（IWGP世界ヘビー級選手権4WAYマッチ） |
| All Out                    | 2022年9月4日   | イリノイ州シカゴ               | ナウ・アリーナ                           | ジョン・モクスリー（c） vs. CMパンク（AEW世界選手権） |
| Full Gear                  | 2022年11月19日 | ニュージャージー州ニューアーク | プルデンシャル・センター                 | ジョン・モクスリー（c） vs. MJF（AEW世界選手権） |

### 2023
| 大会名                                    | 日時           | 都市                             | 会場                             | 主要対戦カード                                                                                     |
| ----------------------------------------- | -------------- | -------------------------------- | -------------------------------- | -------------------------------------------------------------------------------------------------- |
| Revolution                                | 2023年3月5日   | カリフォルニア州サンフランシスコ | チェース・センター               | MJF（c） vs. ブライアン・ダニエルソン（AEW世界選手権アイアンマンマッチ）                           |
| Double or Nothing                         | 2023年5月28日  | ネバダ州ラスベガス               | T-モバイル・アリーナ             | MJF（c） vs. サミー・ゲバラ vs. ジャングル・ボーイ vs. ダービー・アリン（AEW世界選手権4WAYマッチ） |
| 2023年AEW × NJPW: Forbidden Door II       | 6月25日        | カナダ・オンタリオ州トロント     | スコシアバンク・アリーナ         | ブライアン・ダニエルソン vs. オカダ・カズチカ（スペシャルシングルマッチ）                          |
| AEW All in London                         | 2023年8月27日  | イギリス・ロンドン               | ウェンブリー・スタジアム         | MJF（c） vs. アダム・コール（AEW世界選手権） ウィル・オスプレイ vs. クリス・ジェリコ               |
| All Out                                   | 2023年9月3日   | イリノイ州シカゴ                 | ユナイテッド・センター           | オレンジ・キャシディ（c） vs. ジョン・モクスリー（AEWインターナショナル選手権）                    |
| Wrestle Dream（アントニオ猪木一周忌大会） | 2023年10月1日  | ワシントン州シアトル             | クライメット・プレッジ・アリーナ | クリスチャン・ケイジ（c） vs. ダービー・アリン（TNT選手権三本勝負）                                |
| Full Gear                                 | 2023年11月18日 | カリフォルニア州イングルウッド   | KIAフォーラム                    | MJF（c） vs. ジェイ・ホワイト（AEW世界選手権）                                                     |
| World's End                               | 2023年12月30日 | ニューヨーク州ユニオンデール     | ナッソー・コロシアム             | MJF（c） vs. サモア・ジョー（AEW世界選手権）                                                       |

### 2024
| 大会名                         | 日時           | 都市                             | 会場                                     | 主要対戦カード |
| ------------------------------ | -------------- | -------------------------------- | ---------------------------------------- | --- |
| Revolution                     | 2024年3月3日   | ノースカロライナ州グリーンズボロ | グリーンズボロ・コロシアム               | スティング & ダービー・アリン（c） vs. ヤング・バックス（スティング引退試合兼世界タッグ選手権トルネードタッグ戦） |
| Dynasty                        | 2024年4月21日  | ミズーリ州セントルイス           | チャイフェッツ・アリーナ                 | サモア・ジョー（c）vs. スワーブ・ストリックランド（AEW世界選手権） |
| Double or Nothing              | 2024年5月26日  | ネバダ州ラスベガス               | MGMグランド・ガーデン・アリーナ          | ジ・エリート（オカダ・カズチカ、ジャック・ペリー、ヤングバックス）vs. チームAEW（ブライアン・ダニエルソン、ダービー・アリン、FTR）のアナーキー･イン･ザ･アリーナマッチ スワーブ・ストリックランド（c）vs. クリスチャン・ケイジ（AEW世界選手権） |
| AEW × NJPW: Forbidden Door III | 2024年6月30日  | ニューヨーク州ロングアイランド   | UBSアリーナ                              | スワーブ・ストリックランド（c）vs. ウィル・オスプレイ（AEW世界選手権） ジョン・モクスリー（c）vs. 内藤哲也（IWGP世界ヘビー級選手権） |
| All in                         | 2024年8月25日  | イギリス・ロンドン               | ウェンブリー・スタジアム                 | スワーブ・ストリックランド（c）vs. ブライアン・ダニエルソン（AEW世界選手権） |
| All Out                        | 2024年9月7日   | イリノイ州シカゴ                 | ナウアリーナ                             | スワーブ・ストリックランド vs. アダム・ペイジ（非公式スチールケージマッチ） ブライアン・ダニエルソン（c）vs. ジャック・ペリー（AEW世界選手権）                                                                                                 |
| Wrestle Dream                  | 2024年10月12日 | ワシントン州タコマ               | タコマ・ドーム                           | ブライアン・ダニエルソン（c）vs. ジョン・モクスリー（AEW世界選手権） |
| Full Gear                      | 2024年11月23日 | ニュージャージー州ニューアーク   | プルデンシャル・センター                 | ジョン・モクスリー（c）vs. オレンジ・キャシディ（AEW世界選手権） |
| World's End                    | 2024年12月28日 | フロリダ州オーランド             | アディション・ファイナンシャル・アリーナ | ジョン・モクスリー（c） vs.オレンジ・キャシディvs. アダム・ペイジvs.ジェイ・ホワイト（AEW世界選手権4WAYマッチ） |

### 2025
| 大会名            | 日時    | 都市                             | 会場                           | 主要対戦カード |
| ----------------- | ------- | -------------------------------- | ------------------------------ | --- |
| Revolution        | 3月9日  | カリフォルニア州ロサンゼルス     | クリプト・ドットコム・アリーナ | ジョン・モクスリー（c） vs. アダム・コープランド（AEW世界選手権）                                                                           |
| Dynasty           | 4月6日  | ペンシルベニア州フィラデルフィア | リアコラス・センター           | ジョン・モクスリー（c） vs. スワーブ・ストリックランド（AEW世界選手権）                                                                     |
| Double or Nothing | 5月25日 | アリゾナ州グレンデール           | ヒラ・リバー・アリーナ         | アダム・ペイジ vs. ウィル・オスプレイ（オーエン・ハート杯トーナメント決勝戦）                                                               |
| All in            | 7月12日 | テキサス州アーリントン           | グローブライフ・フィールド     | ジョン・モクスリー（c） vs. アダム・ペイジ（AEW世界選手権テキサスデスマッチ） オカダ・カズチカ（c） vs. ケニー・オメガ（c）（AEW2冠統一戦） |

## タイトルホルダー
| タイトル                  | 保持者                                       | 歴代   |
| ------------------------- | -------------------------------------------- | ------ |
| AEW世界王座               | アダム・ペイジ                               | 第14代 |
| AEW女子世界王座           | トニー・ストーム                             | 第14代 |
| AEW世界タッグ王座         | ボビー・ラシュリー シェルトン・ベンジャミン  | 第16代 |
| AEW世界トリオ王座         | サモア・ジョー 柴田勝頼 パワーハウス・ホブス | 第9代  |
| AEWインターナショナル王座 | オカダ・カズチカ                             | 第12代 |
| AEWコンチネンタル王座     | オカダ・カズチカ                             | 第2代  |
| AEW TNT王座               | ダスティン・ローデス                         | 第27代 |
| AEW TBS王座               | メルセデス・モネ                             | 第5代  |

## 所属（#ALLELITE）選手・定期参戦選手

### 男子選手
- アーロン・ソロ（英語版）
- アイザイア・キャシディ（英語版）
- アクション・アンドレティ（英語版）
- アダム・コール
- アダム・ペイジ
- アリ・ダイヴァリ（英語版）
- アレックス・レイノルズ
- アンジェロ・パーカー（英語版）
- アンソニー・オゴゴ（英語版）
- アンソニー・ヘンリー（英語版）
- アンソニー・ボーエンズ
- アンヘリコ（英語版）
- イービル・ウノ（英語版）
- 飯伏幸太
- ウィーラー・ユウタ
- ヴィンセント（英語版）
- ウィル・オスプレイ
- ウォードロー
- ARフォックス（英語版）
- エディ・キングストン
- MJF
- MVP
- オースティン・ガン
- オカダ・カズチカ
- エル・イホ・デル・ビキンゴ
- オルティス（英語版）
- オレンジ・キャシディ
- カーリー・ブラボ（英語版）
- カイル・オライリー
- カイル・フレッチャー
- キース・リー
- キップ・セイビアン（英語版）
- キャッシュ・ウィーラー
- QTマーシャル
- キルスイッチ
- クラウディオ・カスタニョーリ
- クリス・ジェリコ
- クリスチャン・ケイジ
- クリストファー・ダニエルズ
- グリフ・ギャリソン（英語版）
- ケニー・オメガ
- コープ
- コール・カーター（英語版）
- コマンダー
- コルテン・ガン
- コルト・カバナ
- サトナム・シン（英語版）
- ザ・ブッチャー（英語版）
- ザ・ブレイド（英語版）
- ザ・ビースト・モルトス
- サミー・ゲバラ
- サモア・ジョー
- サンジェイ・ダット
- ジェイ・ホワイト
- ジェイ・リーサル
- シェイン・テイラー（英語版）
- シェルトン・ベンジャミン
- JDドレイク
- ジェフ・ジャレット
- 柴田勝頼
- ジャック・ペリー
- ジュース・ロビンソン
- ジョシュ・ウッズ
- ジョニーTV
- ショーン・ディーン（英語版）
- ジョン・シルバー（英語版）
- ジョン・モクスリー
- スコーピオ・スカイ
- ストークリー・ハサウェイ（英語版）
- スワーブ・ストリックランド
- セルペンティコ（英語版）
- ダービー・アリン
- ターボ・フロイド
- 竹下幸之介
- ダスティン・ローデス
- ダックス・ハーウッド
- ダッチ（英語版）
- ダニエル・ガルシア
- ダルトン・キャッスル
- ダリアス・マーティン
- ダンテ・マーティン
- ダンハウゼン（英語版）
- チャック・テイラー
- トゥルース・マグナム
- トーア・リオナ（英語版）
- トニー・ニース
- ドラリスティコ
- トレント・バレッタ
- 中澤マイケル
- ニコラス・ジャクソン
- ニック・ウェイン
- ニック・コモロト（英語版）
- PAC
- バディ・マシューズ
- パワーハウス・ホブス
- バンディード
- ビショップ・カーン（英語版）
- ピーター・アヴァロン（英語版）
- ビッグ・ビル
- ビリー・ガン
- フック
- ブライアン・ケイジ
- ブライアン・ダニエルソン
- ブランドン・カトラー（英語版）
- ブライアン・キース（英語版）
- ブレイク・クリスチャン（英語版）
- プレストン・ヴァンス（英語版）
- ブロディ・キング
- ブロンソン（英語版）
- ボールダー（英語版）
- ボビー・ラシュリー
- ポール・ワイト
- ホログラム
- マーク・クエン（英語版）
- マーク・スターリング（英語版）
- マーク・デイビス
- マーク・ブリスコ
- マーシャル・フォン・エリック
- マイク・ベネット
- マシュー・ジャクソン
- マックス・キャスター（英語版）
- マット・サイダル
- マット・テイヴェン
- マット・メナード（英語版）
- マルコ・スタント（英語版）
- マンスール
- メイソン・マッデン
- ライアン・ネメス
- ランス・アーチャー
- リー・ジョンソン（英語版）
- リー・モリアーティ
- リコシェ
- リオ・ラッシュ
- ドクター・ルーサー（英語版）
- ルーシュ
- ロデリック・ストロング
- ロス・フォン・エリック

### 女子選手
- アテナ（英語版）
- アバドン（英語版）
- アナ・ジェイ
- アレックス・ウィンザー（英語版）
- ウィロー・ナイチンゲール（英語版）
- カミーユ（英語版）
- キエラ・ホーガン
- クイーン・アミナタ（英語版）
- クリス・スタットランダー（英語版）
- 坂崎ユカ
- さくらえみ
- サラヤ
- サンダー・ロサ（英語版）
- ジェイミー・ヘイター（英語版）
- ジュリア・ハート（英語版）
- 志田光
- 白川未奈
- スカイ・ブルー（英語版）
- セリーナ・ディーブ
- タイ・メロ（英語版）
- タヤ・ヴァルキリー
- ディアマンテ（英語版）
- ディオナ・パラッツォ（英語版）
- テクラ
- トニー・ストーム
- トリッシュ・アドラ（英語版）
- ナイラ・ローズ（英語版）
- ハーリー・キャメロン（英語版）
- ビリー・スタークス（英語版）
- ドクター・ブリット・ベイカーD.M.D（英語版）
- ペネロペ・フォード（英語版）
- マディソン・レイン
- マリーナ・シャフィアー（英語版）
- メルセデス・マルティネス
- メルセデス・モネ
- 里歩
- ルビー・ソーホー
- レイラ・グレイ（英語版）
- レイラ・ハーシュ（英語版）
- レッド・ベルベット（英語版）
- レベル（英語版）

## スタッフ

### レフェリー
- アール・ヘブナー（英語版）
- オーブリー・エドワーズ（英語版）
- ポール・ターナー

### リングアナウンサー
- ジャスティン・ロバーツ

### インタビュアー
- ダーシャ・ゴンザレス（英語版）
- ルネ・パケット

### 実況
- ジム・ロス
- トニー・シバーニ（英語版）（インタビュアー兼任）
- ノルベール・フイアン（フランス語担当）
- アレックス・アブラハンテス（英語版）（スペイン語担当）

### 解説
- タズ
- エクスカリバー（英語版）
- ナイジェル・マッギネス
- アラン・ミストランジェロ（フランス語担当）

### プロデューサー
- ディーン・マレンコ（コーチ兼任）

### コーチ
- ジェリー・リン

## 歴代所属選手

### 男子選手
- アンドラーデ・エル・イドロ
- イーサン・ペイジ
- コーディ・ローデス
- ジミー・ハヴォック（英語版）
- ジャック・エバンス
- ジョーイ・ジャネラ（英語版）
- CIMA
- CMパンク
- ストゥ・グレイソン（英語版）
- フランキー・カザリアン
- ブロディ・リー
- アラン・エンジェルス（英語版）
- ボビー・フィッシュ
- ドラゴン・リー（2代目）
- スティング
- ブロック・アンダーソン（英語版）
- ブライアン・ピルマン・ジュニア
- ショーン・スピアーズ
- ジェイク・ヘイガー
- マット・ハーディー
- ジェフ・ハーディー
- マーク・ヘンリー
- ロブ・ヴァン・ダム
- サニー・キス（英語版）
- マイク・サンタナ
- ペンタ・エル・セロ・ミエド
- ボールダー（英語版）
- ミロ
- マラカイ・ブラック
- リッキー・スタークス
- レイ・フェニックス

### 女子選手
- A.Q.A（英語版）
- カイリー・レイ（英語版）
- サディ・ギブス（英語版）
- ジェイド・カーギル
- ビッグ・スウォール（英語版）
- ビー・プレストリー
- ブランディ・ローデス
- シャナ（英語版）
- オーサム・コング
- マライア・メイ
- メル
- ザ・バニー
- レバ・ベイツ（英語版）